# فريق الإنقاذ الآلي
فريق الإنقاذ الآلي مسلسل أنمي ياباني من إنتاج استديو سنرايز . تم عرض المسلسل لأول مره في 8 يناير 2003 واستمر حتى 3 يناير 2004 . تمت دبلجة المسلسل للعربية بواسطة مركز الزهرة وعرض على قناة سبيس تون .

## روابط خارجية
- Sunrise Official MRR site
- Archived Plex Official MRR site
- فريق الإنقاذ الآلي على موقع IMDb (الإنجليزية)
- فريق الإنقاذ الآلي على موقع كينوبويسك (الروسية)
- فريق الإنقاذ الآلي على موقع قاعدة بيانات الفيلم (الإنجليزية)
- فريق الإنقاذ الآلي على موقع ANN anime (الإنجليزية)
- فريق الإنقاذ الآلي (أنمي) في شبكة أخبار الأنمي